# Dallas City
Dallas City is een plaats (city) in de Amerikaanse staat Illinois, en valt bestuurlijk gezien onder Hancock County en Henderson County.

## Demografie
Bij de volkstelling in 2000 werd het aantal inwoners vastgesteld op 1055. In 2006 is het aantal inwoners door het United States Census Bureau geschat op 1003, een daling van 52 (-4,9%).

## Geografie
Volgens het United States Census Bureau beslaat de plaats een oppervlakte van 8,5 km², waarvan 6,2 km² land en 2,3 km² water. Dallas City ligt op ongeveer 166 m boven zeeniveau.

## Plaatsen in de nabije omgeving
De onderstaande figuur toont nabijgelegen plaatsen in een straal van 20 km rond Dallas City.